# Harold Cummings
Harold Oshkaly Cummings Segura (ur. 1 marca 1992 w Panamie) – panamski piłkarz występujący na pozycji środkowego obrońcy.

## Kariera klubowa
Cummings seniorską karierę rozpoczął w 2009 roku w zespole Árabe Unido. Jego graczem był przez 2 lata. W tym czasie wywalczył z nim 2 mistrzostwa fazy Clausura (2009, 2010). Na początku 2011 roku wypożyczono go do urugwajskiego River Plate Montevideo. W latach 2014–2015 grał w peruwiańskim Juan Aurich, a jeszcze w 2015 trafił do Independiente Santa Fe. W 2016 został zawodnikiem LD Alajuelense. W 2017 roku przeniósł się do San Jose Earthquakes. Następnie gral w Unión Española.   

## Kariera reprezentacyjna
W reprezentacji Panamy Cummings zadebiutował w 2010 roku. W 2011 roku został powołany do kadry na Złoty Puchar CONCACAF.